# Farnstädt
Farnstädt település Németországban, azon belül Szász-Anhalt tartományban. Lakosainak száma 1495 fő (2023. december 31.). Farnstädt Lutherstadt Eisleben, Querfurt, Obhausen és Schraplau községekkel határos.

## Népesség
A település népességének változása:
| Lakosok száma | 1492 | 1504 | 1469 | 1480 | 1495 |
|               | 2017 | 2019 | 2021 | 2022 | 2023 |